# Pukekawa

Pukekawa  est une localité située dans la basse plaine du fleuve Waikato (en)  dans l’ Île du Nord de la Nouvelle-Zélande.

## Gouvernance
Elle faisait partie du district de Franklin jusqu’en 2010 mais maintenant est située sous la gouvernance du district de Waikato,

## Situation
Elle est localisée à 66 km au sud du centre de la cité d’Auckland. Pukekawa, est constituée par un volcan éteint, qui est un des plus anciens cônes volcaniques du champ volcanique d'Auckland. La zone, dont le sol est fertile, est utilisée pour faire croître un certain nombre de légumes, comprenant des oignions, des pommes de terre et des carottes.

## Installations
Il y a à Pukekawa: une école primaire, qui est localisée juste à l’opposé du garage/magasin.
Mais plus de la moitié des services: supermarché, banque, pharmacie et autres magasins sont en fait localisés au niveau de la ville de Tuakau à quelques 8 kilomètres au-delà et 10 km plus loin, se trouve la ville de Pukekohe, qui est une localité rurale très vivante de la Nouvelle-Zélande.
Le « Onewhero Golf Club » est listé par Newzealand.com comme la seule activité de loisir présente dans Pukekawa.
L’ancienne route State Highway 22/S H 22 (en) passe à travers la ville de Pukekawa.
Un ancien pā (forteresse)  Maori siège au sommet de « Pukekawa hill ».
Par ailleurs Pukekawa ne montre aucun autre signe d’un contact de la colonisation Maori pré-européenne.

## Toponymie
Son nom: pukekawa (colline amer)  veut dire pourquoi la colline ne permettait pas la croissance des Sweet potato ou kumara.
En 1920, James Cowan décrivit Pukekawa comme une" jolie colline ronde et verte sur le côté ouest de la région de Waikato".

## Histoire

### Les guerres de Nouvelle-Zélande
À partir du début de la campagne militaire de la guerre de Waikato, les Ngati Maniapoto firent de Pukekawa leur quartier général retranché.
À partir de Pukekawa, ils lancèrent des raides contre les villages britanniques environnants.
Lors d’un raide venant de Pukekawa, l’armée britannique fournit un dépôt de munitions à la ville de Cameron, qui fut l’objet d’un raid et complètement brûlée en 1863.
Un détachement britannique fut envoyé pour attaquer les environs et se heurta à un groupe de 100 hommes  Maoris, constituant le parti de la guerre, qui avaient fait le raid précédent, qui furent alors pris en tenaille et dispersés par les coups de feu et ensuite pourchassés toute la nuit dans le bush par les soldats.

### La paix des Pakehas
Au cours d’un accord de paix avec le gouvernement de la Nouvelle-Zélande en 1880, Pukekawa fut rendu aux Ngati Maniapoto.
En 1888, le roi Maori: Tāwhiao, se déplaça avec ses fidèles pour venir s’installer là.
Vers 1892, il y avait 80 à 90 maisons Maori  (whares) au niveau de Pukekawa.
La maison du roi Tawhaio' était un grand whare, qui siégeait là.
Les colons Maori cultivaient les jardins et fournissaient les récoltes pour le marché de Pukekawa principalement des pommes de terre et du mais.
Le jardin aux légumes a été le point d’écoulement des légumes au niveau de Pukekawa depuis toujours.
Pukekawa devint fameux au début des années 1890 pour à la fois, les Māori et les Pakeha, pour ses courses de chevaux et les paris, qui s’y tenaient.
Des centaines de Māori et de Pakeha participaient ainsi aux courses de Pukekawa.
La coupe de Pukekawa accordait un prix de 20 pounds, qui éclipsait de loin les coupes pour les courses voisines organisées par les Pakehas.
À partir de Pukekawa, le roi King Tawhaio et sa cour faisaient chaque année un tour régalien régulier à travers toute l’Île du Nord.
Le roi Tawhaio installa à Pukekawa un gouvernement Māori alternatif, qui n‘était pas reconnu par la Couronne ni par le Gouvernement de la Nouvelle-Zélande

### L’affaire de Pukekawa
En 1890, un détachement de soldats armés fit un raid sur Pukekawa. Ils arrêtèrent et incarcérèrent le dénommé Kerei, secrétaire de Tawhaio, pour la destruction d’une marque de bornage située à Pukekawa.
Kerei fut arrêté sans résistance en présence du roi Maori en détresse.
King Tawhaio, plus tard, alla se plaindre au gouvernement de la Nouvelle-Zélande, parce qu'il estimait qu’ils avaient ainsi rompu la paix de 1880 avec les Kingites quand ceux-ci avaient déposés tous leurs fusils.
Un document décrit cela comme une « tactique électorale ».

### L’ère des Pakehas
Après la mort du roi Tawhaio et la vente de ses terres aux fermiers Pakehas, au début de l’année 1900, Pukekawa devint un village de colonisation rurale Pakeha.
Vers 1920, Pukekawa fut décrit comme un "centre-ville typique avec son bureau de poste, ses magasins et quelques bâtiments".
Pukekawa partagea la prospérité de l’ensemble de Waikato, mais aussi plus tard sa dépopulation  progressive dans les années 1950 à 1990.
Vers l’année 1970, Pukekawa était encore une influente communauté rurale et un centre de services de plusieurs centaines de personnes mais devint surtout connu au niveau national pour le meurtre des Crewe.
La communauté fut divisée entre deux camps opposés: celui des supporters de Thomas et ceux de Crown.
Dans une certaine mesure, cela résultait d’une fracture basée sur la classe sociale et des divisions économiques.
Le film, Beyond Reasonable Doubt, fut filmé dans Pukekawa avec la participation des deux camps dans le cadre de sa production.
Au cours du XXIe siècle, Pukekawa a eu une renaissance comme centre d’un certain style de vie dans  les maisons anciennes.
Des maisons à plusieurs centaines voir d’une valeur du million dollars ont été proposées et vendues.  Une villa coloniale de 1850 a été ainsi évaluée et vendue dans la ville de Pukekawa.
Les agents insistent sur la vue sur le fleuve Waikato.
Des fermes ont été présentées, vendues ou louées à des néo-zélandais venant des villes ou de l’ étranger pour profiter de la vie rurale (« kiwi rural life ») .
Des hôtels de routards sont aussi sur la liste.
La ferme de Arthur Thomas est toujours la propriété et exploité par la famille de Thomas.
Sur son entrée, il y avait une croix avec les mots écrit par les supporters:"Justice", " Thomas libre" avec l’aide d’un policier de la Nouvelle-Zélande.
Mais la croix a été déplacée dans le bush à proximité et sa légende effacée .
Les fermes de Pukekawa ont fait un retour en arrière sur le marché du jardinage et le secteur agricole de Pukekawa a fait le cercle complet, allant de l’horticulture Maori à l’élevage laitier Pakeha pour revenir à l’horticulture.

### Le meurtre d’Eyre
Dans la nuit du 24 août 1920, un fermier, Sydney Eyre, fut tué d’un coup de fusil dans son lit en présence de sa femme dans sa ferme de Pukekawa .
La police a trouvé des marques de sabots et des cartouches, qui conduisirent à un ancien employé de la ferme de Eyre, nommé Samuel Thorn.
Thorn fut cette année-là, condamné à Auckland par la cour suprème et pendu pour meurtre , mais Thorn mourut en protestant de son innocence.
Le procès fit sensation au niveau national.
Les confessions de la femme de Eyre à la cour disait qu’elle avait été "intime" avec  Thorn.

### Le meurtre des Crewe
Le meurtre de Harvey et Jeannette Crewe dans le salon de leur ferme le 17 juin 1970 projeta à nouveau Pukekawa dans les grands titres nationaux.
Leurs corps furent jetés dans le fleuve Waikato et retrouvés séparément plusieurs semaines plus tard.
Une femme, jamais officiellement identifiée, fut aperçue dans maison des Crewe avant que les Crewes soient signalés comme manquants.
Le bébé des Crewe, Rochelle et les animaux de la ferme furent nourris par une personne inconnue. Un fermier local Arthur Allan Thomas (en) fut deux fois condamné par la cour suprême d’ Auckland (Auckland Supreme Court) et mis en prison pour meurtre.
Des motifs furent attribués par la Couronne à sa passion pour Jeannette Crewe.
Il fut prouvé qu’il avait été condamné par erreur et fut pardonné par le Gouverneur-Général le 17 décembre 1979.
Il fut dédommagé par une compensation de 1 million de $.
L’histoire fut mise en film en 1980 sous le nom de  Beyond Reasonable Doubt (en).
Le meurtre des Crewe continue à diviser en  deux camps opposé et de façon apparemment sans fin.
Le détenteur de la fourniture d’eau de Pukekawa, Des Thomas, le frère d’Arthur, continue à rechercher pour le meurtre un homme local, le "ferrmier X ".
Il publia en juillet 2014 un rapport de la police sur les suspects possibles, le dernier étant Len Demler (le père de Jeannette) et sa seconde femme après le meurtre, Norma Demler.
Le rapport implique qu'Arthur Thomas reste un suspect pour la police.
Le rapport de la police dit aussi que le paquet de cartouches, qui avait confondu Arthur Thomas peut avoir été une "preuve fabriquée".
La maison du meurtre est toujours occupée.
Au niveau du cimetière local de Tuakau, la tombe des parents d’Arthur Thomas est toujours présente et à 27 mètres de là siège la tombe négligée des Crewes.
Les noms toujours vivant d’Arthur Thomas et de Rochelle Crewe sont tous les deux listés sur le site de la tombe.

## Festivals des Sweetwaters
En 1980, Pukekawa fut inscrit sur la liste du district qui fait état du déroulement dans une ferme de trois festivals rock and popnommés Festivals de Musique de Sweetwaters (en).

## Éducation
L'école de Pukekawa est une école publique, mixte, assurant le primaire , avec un effectif de 100  élèves en mars 2020.